# Balanserad budget
Balanserad budget eller budget i balans är en budget vars inkomster och utgifter uppgår till lika stora enheter, det vill säga att det i budgeten varken förekommer budgetöverskott eller budgetunderskott. Allmänt brukar uttrycket budget i balans innebära att det inte förekommer budgetunderskott men möjliga budgetöverskott. En cykliskt balanserad budget är en budget som inte är balanserad från år till år, utan finner sin balans över konjunkturcyklar. En sådan budget går med överskott i högkonjunkturer och underskott i lågkonjunkturer.